# NGC 3766
NGC 3766 ist ein offener Sternhaufen im Sternbild Zentaur am Südsternhimmel. Der Sternhaufen hat einen Durchmesser von 15 Bogenminuten und eine Helligkeit von 5,3 mag. Er ist etwa 5700 Lichtjahre von der Erde entfernt. Er wurde im Jahr 1751 vom französischen Astronomen Nicolas Louis de Lacaille entdeckt.
In einer in Astronomy and Astrophysics publizierten Untersuchung mit siebenjähriger Beobachtung von mehr als 3000 Sternen mit Hilfe des Leonhard-Euler-Teleskops in Chile wurden im Sternhaufen 36 Sterne entdeckt, die einer bisher nicht beschriebenen Klasse veränderlicher Sterne anzugehören scheinen, die sehr schnell rotieren und erst etwa 20 Millionen Jahre jung sind. Ihre Helligkeit schwankt nur leicht (0,1 Prozent in zwei bis 20 Stunden), lässt sich aber dennoch nicht mit den bekannten Sternmodellen erklären.